# Donald Baechler

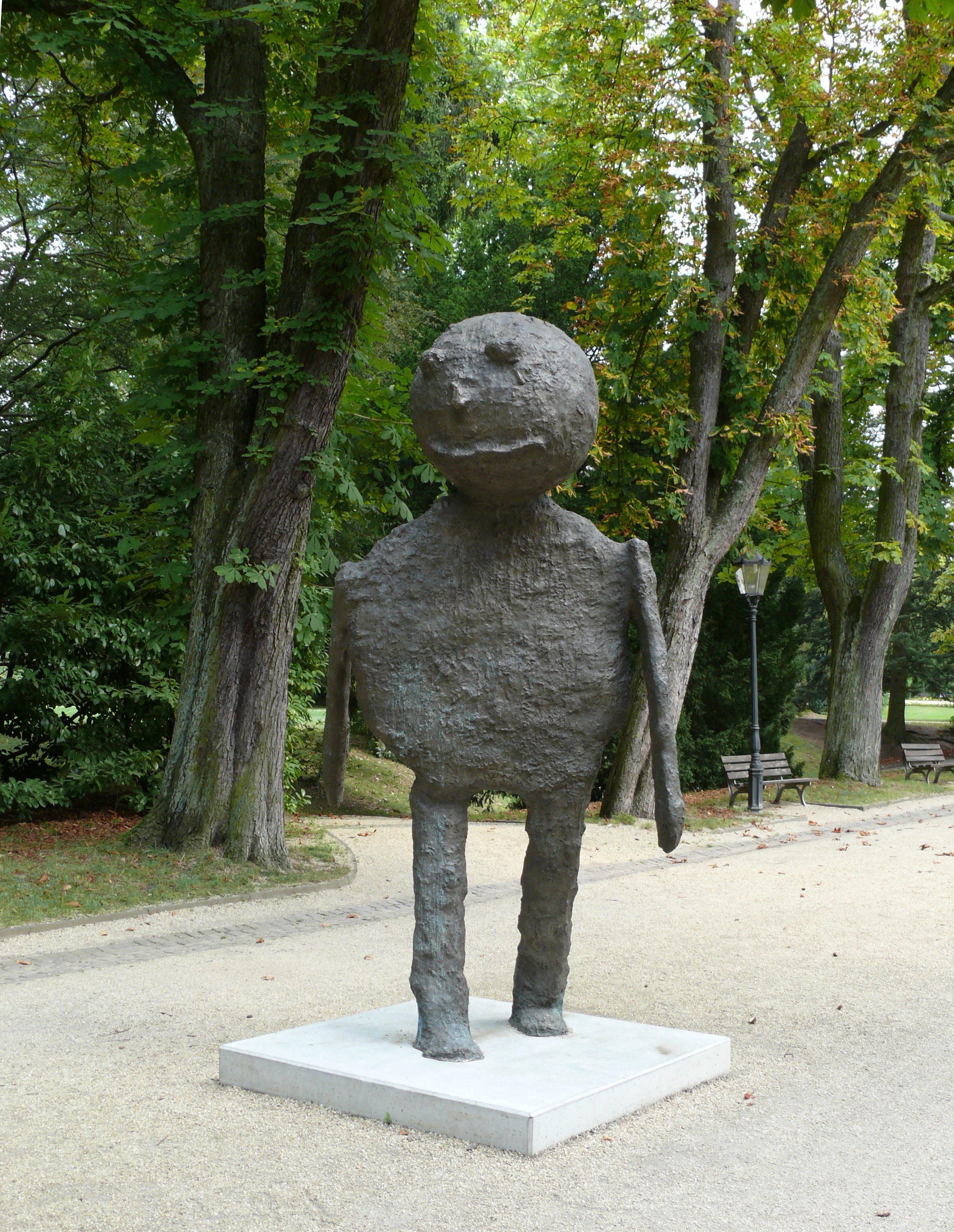
Jedna z Baechlereho tvoreb.

Donald Baechler (22. listopadu 1956 Hartford – 4. dubna 2022) byl americký výtvarník. 
V letech 1974 až 1977 studoval na Maryland Institute College of Art, kde získal titul BFA z malířství. Později krátce docházel na Cooper Union v New Yorku, ale nakonec se rozhodl pro studium ve Frankfurtu. Do New Yorku se vrátil v roce 1980. V té době pracoval jako ostraha v interiérovém sochařském díle New York Earth Room od Waltera De Marii. Brzy se stal součástí newyorské umělecké scény a svá díla vystavoval například v galeriích Artists Space a Drawing Center.